# Saint-Saëns, Seine-Maritime
Saint-Saëns är en kommun i departementet Seine-Maritime i regionen Normandie i norra Frankrike. Kommunen ligger i kantonen Saint-Saëns som tillhör arrondissementet Dieppe. År 2022 hade Saint-Saëns 2 307 invånare.

## Befolkningsutveckling
Antalet invånare i kommunen Saint-Saëns
| Referens: INSEE |